# 11 messidor
11 prairial 11 thermidor
Le primidi 11 messidor, officiellement dénommé jour de la coriandre, est le 281e jour de l'année du calendrier républicain.
C'était généralement le 29e jour du mois de juin dans le calendrier grégorien.